# 威廉·弗雷泽三世

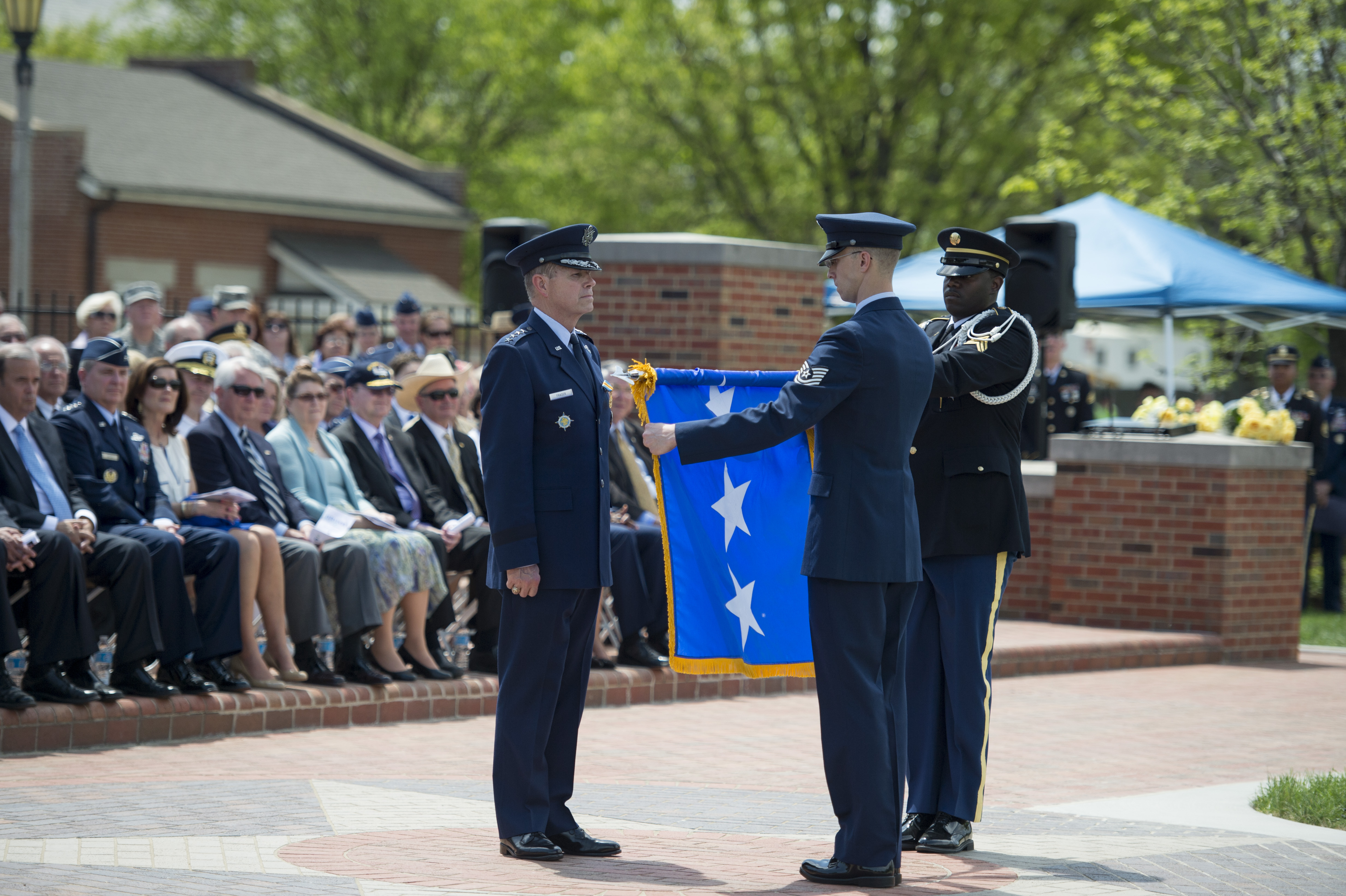
2014年5月5日威廉·弗雷泽三世空军上将退役仪式上收起自己的上将将旗

威廉·弗雷泽三世上将（英語：William M. Fraser III，1952年8月17日—），出生于佛罗里达州莱克兰，2014年5月退役，之前为美国运输司令部第10任司令。之前，他于2009年9月10日至2011年9月30日担任空军战斗司令部司令，再之前，于2008年10月9日至2009年8月27日担任第34任美国空军副参谋长，2006年5月至2008年10月8日担任参谋长联席会议主席助理。

## 主要经历
弗雷泽三世大学时代就读于著名的德州农工大学，通过大学的预备军官训练团以优异毕业生加入空军服役。在空军服役期间，履历丰富，曾担任T-37飞行教官和评估官；B-52轰炸机机长、飞行教官和评估官；B-1槍騎兵戰略轟炸機作战大队副大队长等职。作为主官，弗雷泽三世首先担任第509作战大队大队长，然后分别担任第28轰炸机联队、第2轰炸机联队联队长。作为参谋，弗雷泽三世曾在空军参谋部、联合参谋部和联合战略目标计划参谋部任职，并在盟军欧洲最高司令部担任核需求科科长，在美国战略司令部担任参谋长。
弗雷泽三世拥有丰富的战时、突发应急和人道主义援助等方面作战经验。在盟军欧洲最高司令部担任特别助理期间，他精心策划了联合监视目标攻击雷达系统部署和行动，支援在波斯尼亚的“联合奋斗”行动，也直接支援了在伊拉克北部的“提供舒适”行动。此外，在利比里保证响应行动期间，他督导部署2,444名外国和美国公民撤离。他指挥第28轰炸机联队，开展了B-1轰炸机首次部署，参加西南亚的沙漠惊雷行动。后来，他指挥第2轰炸机联队，部署B-52轰炸机参加了贵族铁砧行动和盟军行动。该联队也派300名人员贯穿整个西南亚，支援了南方守望行动。作为国家侦察局负责军事支援的副主任，他领导情报融合组织为持久自由行动提供了直接支援。

## 教育经历[1]
- 1974 德州农工大学，获工程技术学士学位
- 1977 阿拉巴马州马克斯韦尔空军基地，中队军官学校
- 1980 北科罗拉多大学，获管理信息系统理学硕士学位
- 1983 弗吉尼亚州匡提科，海军陆战队指挥参谋学院
- 1985 弗吉尼亚州诺福克，武装部队参谋学院
- 1987 纽约，雪城大学，国家安全管理课程
- 1991 阿拉巴马州马克斯韦尔空军基地，空军战争学院
- 1995 纽约州伊萨卡，康奈尔大学约翰逊管理学研究生院，执行力发展计划
- 1999 阿拉巴马州斯韦尔空军基地，联合部队空军机能司令课程
- 1999 阿拉巴马州马克斯韦尔空军基地，高级信息战应用课程
- 2000 纽约，雪城大学，马克斯韦尔公民与公共事务学院，国家安全领导力课程
- 2002 马萨诸塞州剑桥，哈佛大学，肯尼迪政府学院，美俄将官执行计划
- 2002 阿拉巴马州马克斯韦尔空军基地，联合将官作战课程
- 2002 马里兰州怀伊河，高级情报研究员计划
- 2003 马萨诸塞州剑桥，哈佛大学，肯尼迪政府学院，国家与全球安全高级执行计划
- 2005 科罗拉多州科泉市，创造性领导力中心，巅峰领导力

## 履历表
1. 1974年11月—1975年10月，亚利桑那州，威廉姆斯空军基地，本科飞行员训练，学生
2. 1975年10月—1976年3月，德克萨斯州，兰道夫空军基地，教练机飞行员训练，学生
3. 1976年3月—1978年2月，亚利桑那州，威廉姆斯空军基地，第82飞行训练联队，第96飞行训练中队，T-37飞行教官、测试飞行员。1978年3月—1980年3月，联队T-37飞行教官、飞行考官
4. 1980年3月—1980年10月，华盛顿特区，空军参谋部训练计划，作战支援飞机计划组，监控员。1980年10月—1981年4月，全球军事C3计划组，监控员
5. 1981年5月—1981年10月，加利福尼亚州，卡斯特空军基地，第4017战斗机组训练中队，B-52H轰炸机学生
6. 1981年10月—1982年10月，北达科他州，大福克斯空军基地，第46轰炸中队，B-52H轰炸机机长。1982年10月—1983年3月，B-52G轰炸机机长和飞行教官。
7. 1983年3月—1984年12月，第319轰炸机联队，B-52G标准化和评估科，科长
8. 1985年1月—1985年6月，武装部队参谋学院，学生
9. 1985年6月—1986年3月，内布拉斯加州，奥福特空军基地，联合战略目标计划参谋部，欧洲单一综合作战计划战术科，科长
10. 1986年4月—1987年10月，战略空军总部，参谋长执行官
11. 1987年10月—1990年7月，比利时，欧洲盟军最高司令部，核需求科，科长
12. 1990年7月—1991年7月，空军战争学院，学生
13. 1991年7月—1993年7月，堪萨斯州，麦克康奈尔空军基地，第384作战大队，副大队长。
14. 1993年7月—1995年1月，蒙大拿州，怀特曼空军基地，第509轰炸机联队作战大队，大队长。1995年1月—1995年8月，副联队长
15. 1995年8月—1997年1月，比利时，欧洲盟军最高司令部，特别助理
16. 1997年2月—1998年5月，南达科他州，埃尔斯沃思空军基地，第28轰炸机联队，联队长
17. 1998年5月—1999年5月，内布拉斯加州奥福特空军基地，美国战略司令部，参谋长
18. 1999年5月—2000年12月，路易斯安那州，巴克斯代尔空军基地，第2轰炸机联队，联队长
19. 2000年12月—2002年12月，华盛顿特区，联合参谋部，国家系统作战副主管、国防空间侦察计划主管、国家侦察局军事支援副主管
20. 2003年1月—2004年10月，德克萨斯州，兰道夫空军基地，空军教育训练司令部，作战主管
21. 2004年11月—2005年2月，弗吉尼亚州兰利空军基地，空军指挥控制情报侦察监视中心，司令特别助理、分管作战整合的副参谋长
22. 2005年2月—2006年5月，空军战斗司令部，副司令
23. 2006年5月—2008年10月，华盛顿特区，参谋长联席会议，主席助理
24. 2008年10月—2009年9月，空军副参谋长
25. 2009年9月—2011年9月，空军战斗司令部，司令；美国联合部队司令部空军机能司令部，司令。
26. 2011年9月—2014年5月，美军运输司令部，司令

## 飞行信息
- 等级: 特级飞行员
- 飞行小时: 超过4000
- 飞过机型: T-37教练机, T-38教练机, T-1教练机, KC-135R运输机, B-1B轰炸机, B-2A轰炸机, B-52G/H轰炸机 和 C-21运输机

## 功奖和徽章
|  | 空军特级飞行员徽章       |
|  | 大师级空军空间和导弹徽章 |
|  | 參謀長聯席會議職務證明章 |
|  | 美国运输司令部           |

| | 国防部杰出服役勋章       |
| Bronze oak leaf cluster · Bronze oak leaf cluster | 空军杰出服役勋章 3次     |
| Bronze oak leaf cluster · Bronze oak leaf cluster | 国防部优异服役勋章 3次   |
| Bronze oak leaf cluster · Bronze oak leaf cluster · Width-44 crimson ribbon with a pair of width-2 white stripes on the edges                                    | 功绩勋章 3次             |
| Bronze oak leaf cluster | 国防部军功奖章 2次       |
| Bronze oak leaf cluster · Width-44 crimson ribbon with two width-8 white stripes at distance 4 from the edges.                                                   | 军功奖章 2次             |
| Bronze oak leaf cluster | 空军嘉奖 2次             |
| | 空军成就奖章             |
| Bronze oak leaf cluster · Bronze oak leaf cluster · Bronze oak leaf cluster · Bronze oak leaf cluster                                                            | 联合功绩集体奖 5次       |
| Bronze oak leaf cluster · Bronze oak leaf cluster | 空军优秀集体奖 3次       |
| Bronze oak leaf cluster | 空军优秀组织奖 2次       |
| | 国防情报成就奖章         |
| | 国务卿杰出服役奖章       |
| | 战备奖章                 |
| | 空军嘉奖勋表             |
| Bronze star · Width=44 scarlet ribbon with a central width-4 golden yellow stripe, flanked by pairs of width-1 scarlet, white, Old Glory blue, and white stripes | 国防服役奖章 2次         |
| | 武装部队远征奖章         |
| | 反恐战争服役奖章         |
| | 武装部队服役奖章         |
| | 优秀军事志愿者服役奖章   |
| Bronze oak leaf cluster | 空军长期海外服役勋表 2次 |
| Silver oak leaf cluster · Bronze oak leaf cluster · Bronze oak leaf cluster · Bronze oak leaf cluster                                                            | 空军长期服役勋表 9次     |
| | 空军轻武器特等射手勋表   |
| | 空军训练勋表             |

## 晋衔表
| 标志 | 军衔 | 日期          |
| ---- | ---- | ------------- |
|      | 上将 | 2008年10月8日 |
|      | 中将 | 2005年2月3日  |
|      | 少将 | 2003年10月1日 |
|      | 准将 | 2000年1月1日  |
|      | 上校 | 1992年1月1日  |
|      | 中校 | 1988年6月1日  |
|      | 少校 | 1983年10月1日 |
|      | 上尉 | 1978年11月8日 |
|      | 中尉 | 1976年11月8日 |
|      | 少尉 | 1974年11月8日 |